# 太陽/声
『太陽/声』（たいよう / こえ）は、森山直太朗4枚目のダブル表題曲シングル。
2004年1月10日発売。発売元はユニバーサルミュージック。

## 概要
アルバムからのシングルカットを除けば、「星屑のセレナーデ」以来となる完全な新曲のみで構成されたシングル。
「太陽」はベスト盤『傑作撰』のセルフライナーノーツ・その時期のその他の場所では「ちょっと一曲歌わせて〜」という最初の部分を思いつき、それが言いたいための曲と森山は語っている。「太陽」は本シングルが発売される前からラジオやライブを始め既に披露されていた楽曲で、2004年第1弾シングルとして発売に至った。本作発売は通例の水曜日ではなく、土曜日に発売された。
映画『半落ち』に森山の楽曲を使いたい要望があった際に以前から制作した「声」を渡したところ、映画のテーマを捉えた作品であることから採用された。ゆえに「声」は映画の書き下ろしではない。第一生命CMソングに使用され、2007年現在もシリーズとして続けられている。

## 収録曲
全曲 作詞:森山直太朗/御徒町凧 作曲:森山直太朗 編曲:中村タイチ
1. 太陽
ノンタイアップソングであるが、ライブではファンにおなじみで音源化の要望の高かった楽曲。ライブの頃とわずかながらアレンジやテンポが変更され、歌詞もわずかに変わっている。現在でもライブではややテンポを落として歌われ、ほとんど弾き語りで披露されることが多い。本シングル収録ヴァージョンは、イントロに「イヨー」という掛け声が入っている。
2. 声
全国東映系映画『半落ち』主題歌。後に第一生命CMソング。『半落ち』の予告などで使用されていたのはこの楽曲のサビ部分が主であったが、第一生命のCMではAメロ部分が使われている。
3. 太陽（instrumental）
「太陽」のカラオケ・ヴァージョン。
4. 『ラジオ・チャリティー・ミュージックソン』 のテーマ
「第29回ラジオ・チャリティー・ミュージックソン」テーマソング。この年のラジオ・チャリティー・ミュージックソンが終了する際には参加者全員でセッションされた。この模様は後にアルバムに収録する予定とも報じられていたが、現在まで音源化には至っていない。